# Грб Ингушетије
Грб Ингушетије је званични симбол једног од субјеката Руске федерације са статусом републике, Ингушетије. Грб је званично усвојен 26. августа 1994. године.

## Опис грба
Грб Републике Ингушетије има облик круга, у чијем је центару приказан орао раширених крила - симбол племства и храбрости, мудрости и вјерности. У центру грба на вертикалној оси иза орла позадини су врхови Кавказа и ингушка борбена кула, која симболизује древну и младу Ингушетију. На лијевој страни куле приказана је Столоваја, а на десној страни Казбек, планински врхови на Кавказу. Иза планина и куле приказане су зраке сунца (седам зрака).
Доњи дио малог круга показује соларни симбол, који симболизује вечно кретање Сунца и Земље, однос и бесконачност свих ствари. Између великих и малих кругова стоји натпис: „ГІалгІаи Мохк“, на дни и „Республика Ингушетия“ на дну, називи Републике на ингушком и руском језику.